# كلود هوبكينز
كلود هوبكينز (بالإنجليزية: Claude Hopkins)‏ هو عازف بيانو أمريكي، ولد في 24 أغسطس 1903 في الإسكندرية في مصر، وتوفي في 19 فبراير 1984 في ذا برونكس في الولايات المتحدة.

## وصلات خارجية
- كلود هوبكينز على موقع IMDb (الإنجليزية)
- كلود هوبكينز على موقع ميوزك برينز (الإنجليزية)
- كلود هوبكينز على موقع أول ميوزيك (الإنجليزية)
- كلود هوبكينز على موقع ديسكوغز (الإنجليزية)